# Diathrausta stagmatopa
Diathrausta stagmatopa là một loài bướm đêm trong họ Crambidae.